# Tekla Bądarzewska-Baranowska
Tekla Bądarzewska-Baranowska   (Varsòvia, 17 de setembre de 1823 - Varsòvia, 29 de setembre de 1861) va ser una compositora polonesa.

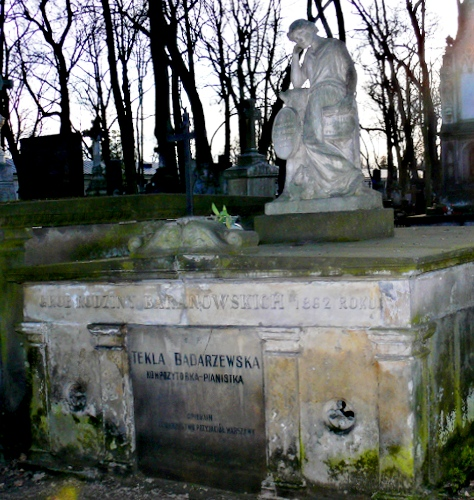
Tomba de Tekla Bądarzewska-Baranowska a la tomba de la família Baranowski, cementiri Powązki, Varsòvia

Segons algunes fonts, Tekla Bądarzewska va néixer l'any 1829 a Mława o l'any 1834 a Varsòvia. Es va casar amb Jan Baranowski i van tenir cinc fills durant els seus nou anys de matrimoni. Bądarzewska-Baranowska va morir el 29 de setembre de 1861 a Varsòvia. La seva tomba al cementiri Powązki presenta una dona jove amb un rotlle de papers de música amb el títol La prière d'une vierge ('La pregària d'una verge'). Un cràter de Venus porta el nom d'aquesta compositora.

## La pregària d'una verge
Bądarzewska va escriure unes 35 composicions curtes per a piano; de totes, la més famosa de llarg és l'anomenada Modlitwa dziewicy, Op. 4 (La pregària d'una verge, en francès: La prière d'une vierge), que va ser publicada l'any 1856 a Varsòvia, i posteriorment com a suplement a la Revue et gazette musicale de Paris l'any 1859.
La composició és una peça curta de piano per a pianistes de nivell mitjà, amb una melodia romàntica.
El músic estatunidenc Bob Wills va arranjar la peça a l'estil de swing i va escriure una lletra per a l'arranjament. La va enregistrar el 1935 amb el títol "Maiden's Prayer" (Pregària d'una verge). Més tard esdevingué un estàndard, enregistrat per molts artistes de country.
Un fragment de l'òpera de 1930 Rise and Fall of the City of Mahagonny (Ascens i caiguda de la ciutat de Mahagonny) de Kurt Weill i Bertolt Brecht, concretament l'escena 9a de l'acte 1r, està basat satíricament en una paràfrasi pianística de la peça.